# Fabryka

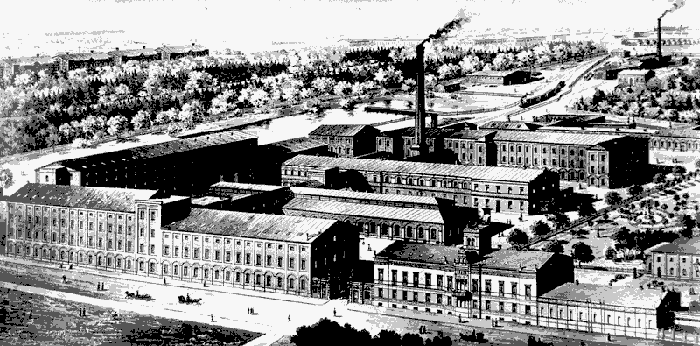
Fabryka w Łodzi, litografia z końca XIX wieku

Fabryka (łac. fabrica ‘warsztat rzemieślniczy’) – zakład przemysłowy, w którym produkcja odbywa się przy użyciu maszyn.
W ujęciu historycznym, przejście od wytwarzania produktów w manufakturach do ich produkcji w fabrykach oznaczało początek kapitalizmu.
W latach siedemdziesiątych XX wieku określenie „fabryka domów” używane było w odniesieniu do zakładów zajmujących się produkcją płyt i elementów przestrzennych potrzebnych do budowy prefabrykowanych, żelbetowych domów mieszkalnych w technologii „wielkiej płyty”.